# История «Хоббита»
«История „Хоббита“» (англ. The History of The Hobbit) — исследование «Хоббита» Дж. Р. Р. Толкина. Его опубликовало издательство HarperCollins в июне—июле 2007 года в Великобритании; в США издано 21 сентября 2007 года издательством Houghton Mifflin Harcourt; бокс-сет с «Хоббитом» и «Историей „Хоббита“» выпустили 26 октября 2007 года.
В двух томах содержится ранее неопубликованные наброски романа Толкина, прокомментированные Джоном Д. Рейтлиффом. Также детально изучены корректировки разных версий «Хоббита», в том числе и отвергнутые корректировки для третьего издания в 1960 году. В книгу вошли также ранее неопубликованные карты и иллюстрации самого Толкина.

## Две части
Первый том озаглавлен «История „Хоббита“, том I: Мистер Бэггинс». В нём заключена первая половина черновиков «Хоббита» вместе с комментариями. В Великобритании книга увидела свет 04 мая 2007 г.
Второй том под названием «История „Хоббита“, том II: Возвращение в Бэг Энд» содержит вторую часть черновиков и комментариев, приправленных поздними набросками и дополнениями. В Великобритании опубликован в июле 2007 г.

## Взаимосвязь с «Историей Средиземья»
Когда Кристофер Толкин начал публикацию «Истории Средиземья», двенадцатитомной серии книг о процессе создания Толкином Средиземья с 1920-х годов по 1973, он твёрдо решил не касаться деталей написания «Хоббита». По его словам, «Хоббит» изначально не задумывался как часть вселенной Средиземья и относится к более раннему и мрачному легендариуму его отца лишь поверхностно, хотя именно существование «Хоббита» навсегда изменило этот легендариум. Тон «Хоббита» гораздо легче и больше соответствует детской сказке, чем остальным произведениям Толкина.
Поскольку Кристофер не собирался готовить работу по «Хоббиту», это задание возложили на Таума Сантоски в 1980-х годах. У Сантоски были связи с Маркеттовской коллекцией манускриптов Толкина. Однако он умер в 1991 г., и задача перешла к Джону Рейтлиффу, который (даже несмотря на то, что Кристофер и не участвовал напрямую в подготовке «Истории „Хоббита“») работал в схожем ключе с Кристофером и его «литературной археологией» «Истории Средиземья».
Рейтлифф отдал законченную рукопись Кристоферу, который её одобрил и лично распорядился о публикации книги в одном ряду с остальными работами отца.